# Victor Caillel du Tertre
Victor Caillel du Tertre est un homme politique français né le 18 octobre 1794 à Vitré (Ille-et-Vilaine) et décédé le 20 juin 1872 à Vitré.

## Biographie
Adjoint au maire de Vitré, il est député d'Ille-et-Vilaine de 1849 à 1851, siégeant à droite. Il fait partie des protestataires contre le coup d’État du 2 décembre 1851.

## Sources
- « Victor Caillel du Tertre », dans Adolphe Robert et Gaston Cougny, Dictionnaire des parlementaires français, Edgar Bourloton, 1889-1891 [détail de l’édition]